# Iso-Petäjistö
Iso-Petäjistö är en ö i Finland. Den ligger i sjön Vesijako och i kommunen Padasjoki i den ekonomiska regionen  Lahtis ekonomiska region  och landskapet Päijänne-Tavastland, i den södra delen av landet, 140 km norr om huvudstaden Helsingfors. Öns area är 2,2 hektar och dess största längd är 250 meter i öst-västlig riktning.